# Chicago Tribune

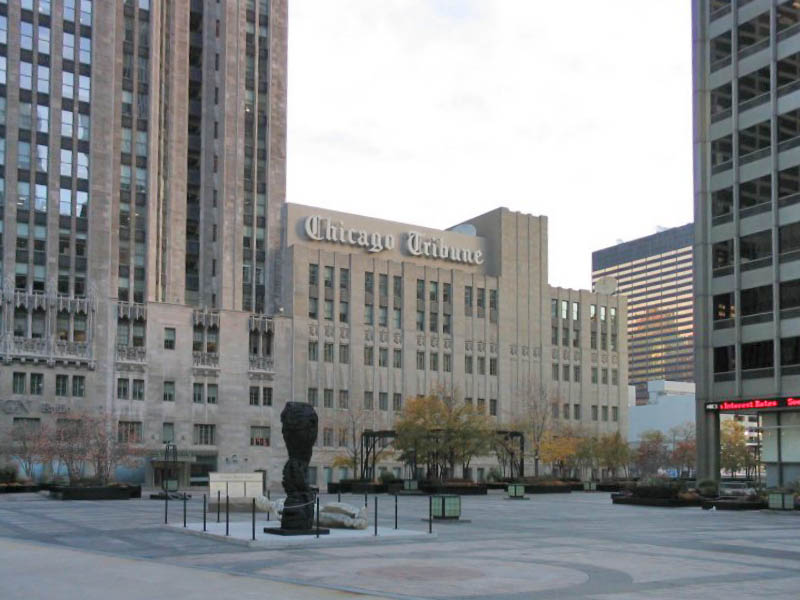
Gebäude der Chicago Tribune (Tribune Tower)

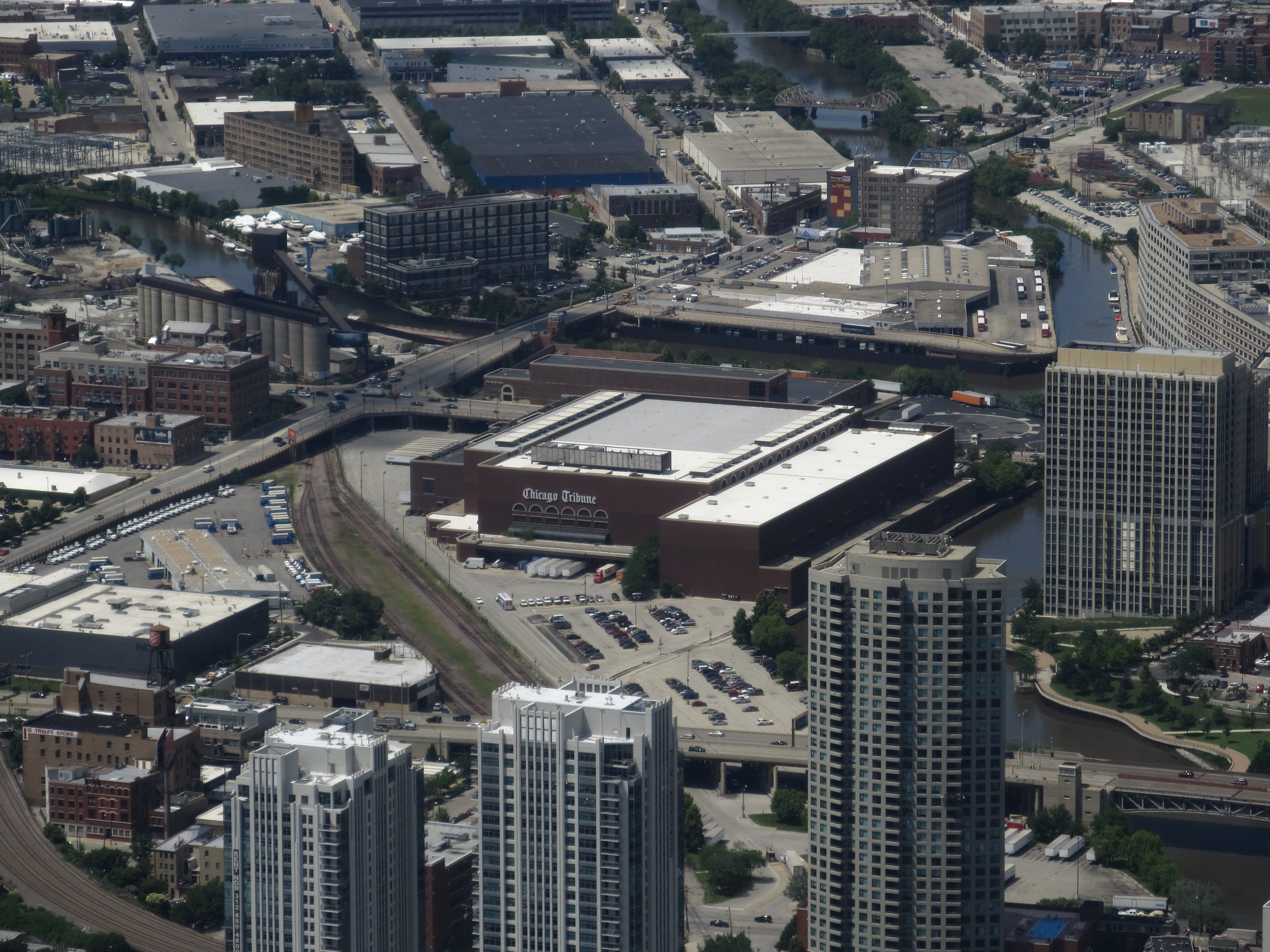
Chicago Tribune Building vom Willis Tower (Chicago)

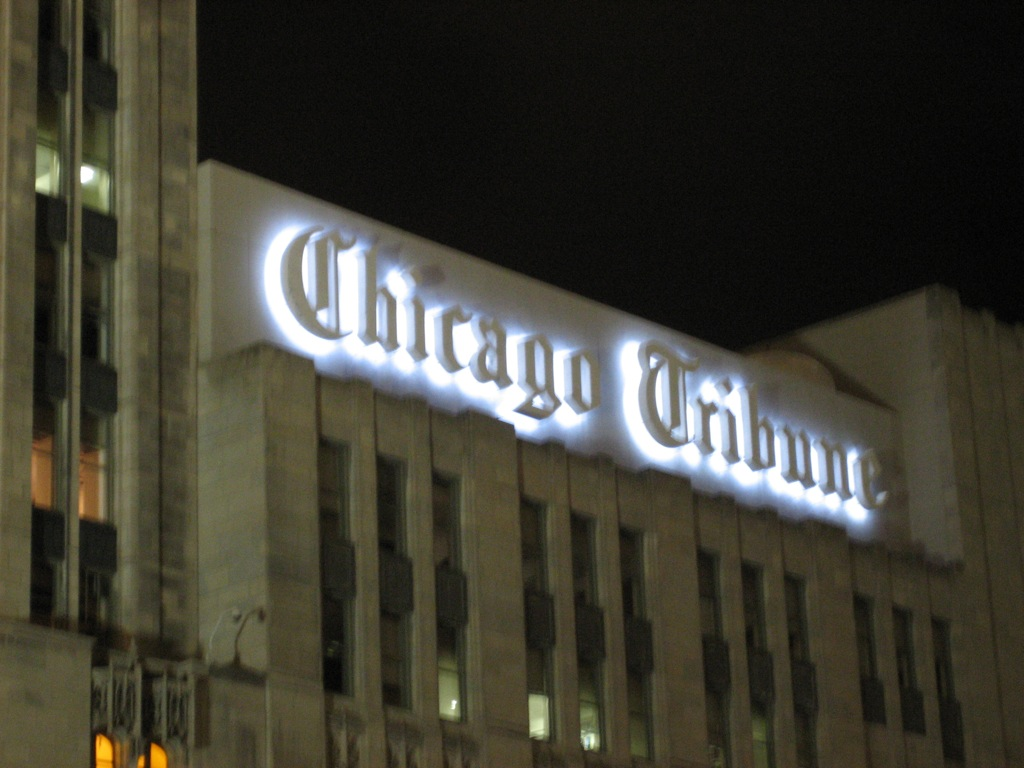
Gebäude der Chicago Tribune

Die Chicago Tribune ist eine überregionale Zeitung im Mittleren Westen der USA. Ihre politische Orientierung gilt als konservativ. Die Journalisten der Tribune gewannen insgesamt 24 Pulitzer-Preise.
Eigentümer der Zeitung ist das Medienunternehmen Tribune Company. Sowohl Zeitung als auch Eigentümer haben ihren Firmensitz in Chicagos Tribune Tower. Lokaler Hauptkonkurrent ist die liberalere Chicago Sun-Times.

## Geschichte
Die erste Ausgabe der Tribune erschien am 10. Juni 1847 als Zeitschrift der Know-Nothing-Bewegung. Die Zeitung in der damals stark von Einwanderung geprägten Stadt enthielt vor allem Kommentare, die stark von Fremdenfeindlichkeit und insbesondere einem militanten Anti-Katholizismus geprägt waren. In den Jahren darauf schwächte sie ihre Fremdenfeindlichkeit ab und begann nun vehement die Abstinenzler-Bewegung zu unterstützen.
Joseph Medill und fünf Partner übernahmen die Zeitung und begannen die Abolitionisten zu unterstützen. 1861 verkaufte der damalige Bürgermeister John Wentworth zusätzlich den älteren Chicago Democrat an die Herausgeber. Die Zeitung wurde ein wichtiges Organ der sich neu formierenden Republikanischen Partei. Medill selbst gelang es 1871, zum Bürgermeister von Chicago gewählt zu werden.
Im Juni 1919 gelang es der Tribune, an den gesamten Text des Vertrags von Versailles zu kommen. Am 24. April 1930 veröffentlichte die Tribune, leicht gekürzt und verändert, eine Liste der Chicago Crime Commission, in der „Öffentliche Feinde“ (en: „Public Enemy“) von Chicago benannt wurden. Da Al Capone die Liste anführte, wurde es üblich, ihn in der Presse als „Staatsfeind Nr. 1“ zu titulieren. Der Verfolgungsdruck auf die genannten Mobster stieg nach der Veröffentlichung enorm an.
Etwa zehn Jahre später, kurz vor dem Angriff auf Pearl Harbor berichtete die Zeitung von den damals laufenden Kriegsplanungen der US-Regierung. Bei den US-Präsidentschaftswahlen 1948 allerdings war zu früh Redaktionsschluss: Am Tag nach der Wahl eröffnete die Tribune mit einem großen „Dewey Defeats Truman“, während sich am späten Abend nach weiteren Auszählungen noch herausgestellt hatte, dass Harry S. Truman seinen Herausforderer Thomas E. Dewey geschlagen hatte.
1974 veröffentlichte sie die gesamten Watergate-Bänder in einer 44-seitigen Sonderbeilage, 24 Stunden, nachdem die Regierung sie öffentlich gemacht hatte. Sie war damit schneller als alle anderen Zeitungen und schneller als die gedruckte Version der Regierung. Im begleitenden Leitartikel forderte sie Richard Nixon zum Rücktritt auf. Sowohl die Veröffentlichung als auch der Kommentar machten Schlagzeilen, zeigte er doch, dass selbst eingeschworene Konservative begannen, sich von Nixon abzuwenden.
Anfang der 1990er kaufte die Tribune-Verlagsgruppe einen Teil von AOL, den sie kurzzeitig behielt.
Bei den Wahlen 2004 unterstützte sie öffentlich George W. Bush bei der Präsidentschaftswahl, aber die Demokraten Barack Obama für den US-Senat und Melissa Bean für das US-Repräsentantenhaus.
Bush wurde am 2. November 2004 mit hauchdünner Mehrheit wiedergewählt.
Am 8. Dezember 2008 beantragte der Verlag Gläubigerschutz nach Chapter 11. Mitauslöser sollen Querverbindungen zu einer Korruptionsaffäre um den Ex-Gouverneur Rod Blagojevich gewesen sein. Dieser soll dem Verlag Kapital entzogen haben.